# Mia Kirshner
Mia Kirshner (Toronto, 25 gennaio 1975) è un'attrice canadese attiva in cinema e televisione.

## Biografia
Mia Kirshner è nata a Toronto ed è nipote di superstiti dell'Olocausto. Il padre, Sheldon, nato in un campo profughi in Germania nel 1946, fu un giornalista de The Canadian Jewish News. In Germania incontrò la madre di Mia, Etti, una insegnante rifugiata ebrea bulgara in Israele. La Kirshner ha anche una sorella più piccola, Lauren Kirshner, scrittrice.
Mia Kirshner ha studiato giornalismo, con una tesi in letteratura russa, all'Università di McGill di Montréal, ma già a 15 anni aveva iniziato a recitare professionalmente. Il suo debutto a Hollywood è arrivato nel 1993, con la pellicola La natura ambigua dell'amore. Nel 1994 ha ricevuto la consacrazione grazie al film Exotica di Atom Egoyan. Nel 2001 ha vestito i panni di Catherine Wyler, "la ragazza più cattiva della scuola", nel film Non è un'altra stupida commedia americana; nello stesso anno ha fatto una breve apparizione nella cover Tainted Love di Marilyn Manson, proprio nel ruolo di Catherine Wyler. 
Nel 2004 è stata scritturata per il ruolo di Jenny Schecter in The L Word, personaggio che interpreterà sino alla fine della popolare serie tv . Contemporaneamente ha interpretato anche alcuni ruoli cinematografici: nel 2006 ha partecipato al film di Brian De Palma Black Dahlia, dove ha dato volto a Elizabeth Short, la "Dalia Nera" del titolo, e nel 2009 è stata nel cast dell'horror 30 giorni di buio II. Nel 2010 ha vestito i panni di Isobel Flemming nella serie The Vampire Diaries. Nel 2013 l'attrice ha ottenuto una parte nella popolare serie televisiva canadese Lost Girl.
Nel 2017 è entrata nel cast di Star Trek: Discovery, sesta serie live-action del franchise di Star Trek, interpretando il ruolo di Amanda Grayson, moglie di Sarek (James Frain) e madre umana di Spock (Ethan Peck), oltre che madre adottiva della protagonista della serie, Michael Burnham (Sonequa Martin-Green), prendendo così parte a 8 episodi in totale della prima e seconda stagione.

## Vita privata
Tra il 2014 e il 2015 è stata sentimentalmente legata a Sam Shepard.

## Filmografia parziale

### Cinema
- Cadillac Girls, regia di Nicholas Kendall (1993)
- La natura ambigua dell'amore (Love and Human Remains), regia di Denys Arcand (1993)
- Exotica, regia di Atom Egoyan (1994)
- L'isola dell'ingiustizia - Alcatraz (Murder in the First), regia di Marc Rocco (1995)
- Il corvo 2 - La città degli angeli (The Crow: City of Angels), regia di Tim Pope (1996)
- Anna Karenina, regia di Bernard Rose (1997)
- Mad City - Assalto alla notizia (Mad City), regia di Costa-Gavras (1997)
- Non è un'altra stupida commedia americana (Not Another Teen Movie), regia di Joel Gallen (2001)
- Century Hotel, regia di David Weawer (2001)
- Vizi mortali (New Best Friend), regia di Zoe Clarke-Williams (2002)
- Party Monster, regia di Fenton Bailey e Randy Barbato (2003)
- Black Dahlia, regia di Brian De Palma (2006)
- 30 giorni di buio II (30 Days of Night: Dark Days), regia di Ben Ketai (2010)
- 388 Arletta Avenue (2011)
- The Barrens, regia di Darren Lynn Bousman (2012)
- Confini e dipendenze (Crisis), regia di Nicholas Jarecki (2021)

### Televisione
- Dracula: The Series – serie TV, 21 episodi (1990-1991)
- Il mio amico Ultraman - serie TV - episodio 3x14 (1990)
- Hai paura del buio? (Are You Afraid of the Dark?) - serie TV, 1 episodio (1992)
- Wolf Lake – serie TV, 9 episodi (2001)
- 24 – serie TV, 7 episodi (2001-2005)
- The L Word – serie TV, 70 episodi (2004-2009)
- The Vampire Diaries – serie TV, 6 episodi (2010-2011)
- Un'estate da ricordare (Kiss at Pine Lake), regia di Michael Scott (2012) – Film TV
- Defiance – serie TV, 15 episodi (2013-2014)
- Lost Girl – serie TV, 1 episodio (2013)
- Star Trek: Discovery – serie TV, 8 episodi (2017-2019)
- Star Trek: Strange New Worlds - serie TV, episodio 2x05 (2023)

## Doppiatrici italiane
Nelle versioni in italiano delle opere in cui ha recitato, Mia Kirshner è stata doppiata da:
- Tiziana Avarista in Non è un'altra stupida commedia americana, 30 giorni di buio II
- Chiara Colizzi in Anna Karenina, Mad City - Assalto alla notizia
- Claudia Razzi in L'isola dell'ingiustizia - Alcatraz
- Domitilla D'Amico in The Vampire Diaries
- Chiara Gioncardi in Un'estate da ricordare
- Valentina Carnelutti in Black Dahlia
- Roberta Pellini in Exotica
- Rossella Acerbo in The L Word
- Francesca Guadagno in 24
- Giuppy Izzo in Il corvo 2
- Stella Musy in Defiance
- Francesca Bielli in Sì lo voglio, credo
- Monica Bertolotti in CSI: NY
- Carmen Iovine in Bloodline